# 執事咖啡廳

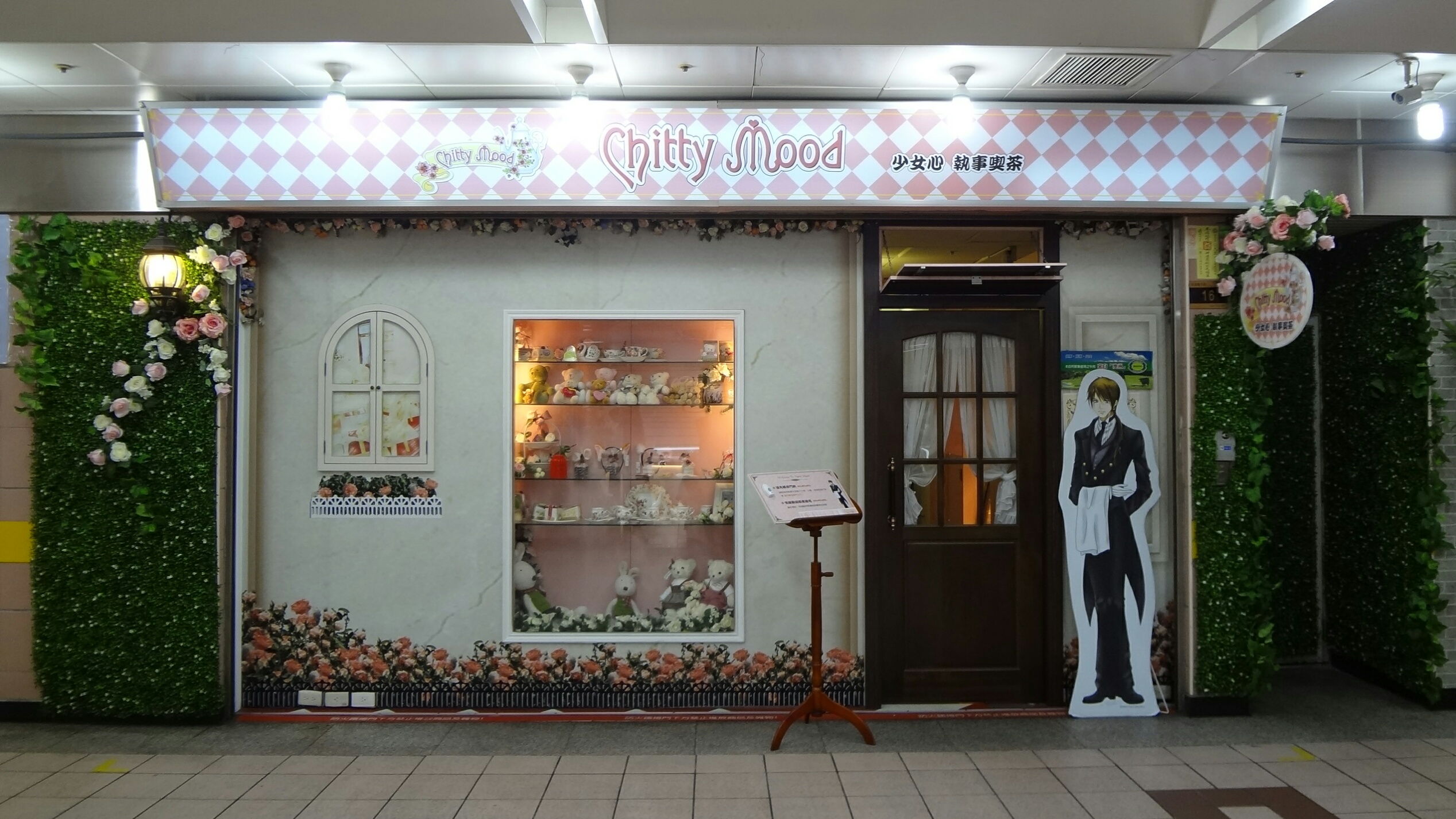
臺灣臺北市台北地下街「Chitty Mood少女心執事喫茶」

執事咖啡廳（日语：／ shitsuji kafe），又稱執事喫茶（／ shitsuji kissa），是源於日本的角色扮演餐廳類型。執事咖啡廳服務員裝扮成執事（管家），以服侍貴族的方式服務顧客。女僕咖啡廳流行的同時，執事咖啡廳也在激增，成為面向女性御宅族的另一種角色扮演餐廳類型。

## 歷史

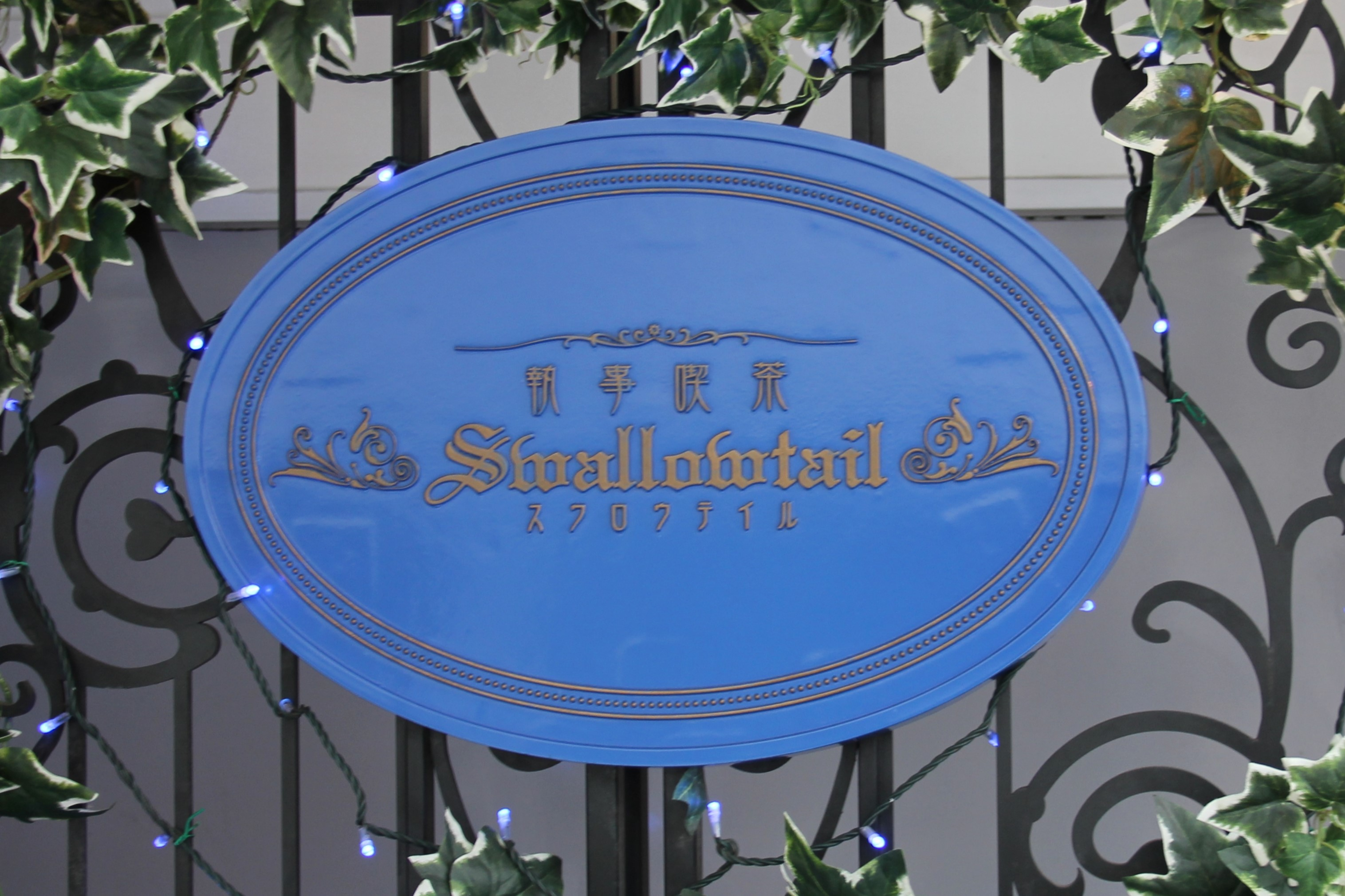
日本東京都豐島區池袋「執事喫茶Swallowtail」招牌

女僕咖啡廳服務員裝扮成女僕，主要面向男顧客，2000年代初在日本廣受歡迎。女僕咖啡廳流行的同時，商家發現不看好女僕咖啡廳、希望有「另一種角色轉換」的女性御宅族網路留言增加，而推出執事咖啡廳，以滿足在比陪酒俱樂部廉價、比夜總會浪漫而安全的環境對男性陪伴之需求。商家以執事為男性版的女僕，滿足成為童話公主的幻想。
首間執事咖啡廳「執事喫茶Swallowtail」於2005年3月開業，位於日本東京都豐島區池袋的女性御宅族購物與文化觀光地乙女路，由管理咨询企業Orient企業與動漫連鎖店K-BOOKS創立。2006年，Butlers Café在東京都澀谷區開業，由前辦公室職員創立，雇員全為西方男性，允許顧客與執事練習英语，2018年12月停業。2011年，東京都秋葉原首間執事咖啡廳「Refleurir」開業，2013年停業。秋葉原還有幾間以執事為主題的男裝角色扮演咖啡廳，由女服務員裝扮成男執事。
日本國外有名的執事咖啡廳有臺灣臺北市台北地下街「Chitty Mood少女心執事喫茶」，以及2012年在臺灣臺中市北區開業的Michaselis執事喫茶。北美洲、欧洲、大洋洲的漫展會場也有臨時執事咖啡廳，澳大利亚SMASH!為首個，還有美国Anime Expo、土耳其Hücon等。

## 特點

### 日本國內的執事咖啡廳
執事咖啡廳的核心理念是視顧客為歸家享用茶餐的貴族，由私人執事服侍。女僕咖啡廳常以服務員的外表吸引力為主要賣點，而執事咖啡廳則大量投入於環境、氛圍與優質服務。顧客進店時以「歡迎回來」問候，女顧客尊稱為「大小姐」（お嬢様）、「公主大人」（お姫様） ，男顧客尊稱為「大少爺」（坊ちゃん）、「主人」（旦那様）。
執事咖啡廳提供高品質餐品，如Swallowtail的菜單由東京四季酒店餐飲總監開發；內部設計常類似英格蘭鄉村別墅或帶進口與定製家具的莊園大屋。有的執事甚至會花時間告知顧客裝飾風格，並詳述菜單品目。英格蘭下午茶是執事咖啡廳最常提供的餐品，包括蛋糕、烤餅、三明治，以及用精美瓷杯盛裝的茶，有的瓷杯會由咖啡廳自己定製。
雇員下至18歲，上至80歲，接受茶具、禮儀與餐廳服務標準的拓展培訓。Swallowtail的培訓用時數月，並要求通過基於飯店餐廳標準的測試。執事的職稱與家政人員相應，其中「管家」是最高級的經理，「僕人」是服務員。執事有時亮相咖啡廳組織的音樂劇、舞臺劇、音樂會，並出售紀念品、光碟。
執事咖啡廳通常不許照相，不過會將其作為附加服務，這些服務有照下執事抱起顧客樣子的相片，在顧客盤中放置泡泡、頭飾、銀鈴，給顧客筆記本並在其光顧時交換英語筆記。執事咖啡廳通常會為雇員與顧客制訂禁則，如在咖啡廳外見面及交換個人資訊。

### 日本國外的執事咖啡廳
日本國內外的執事咖啡廳在預訂方式、服務流程、總體形象及強調執事與顧客互動等方面大體相似，但不同地域存在一些值得注意的差異。據報導，臺灣的執事咖啡廳事前培訓較為寬鬆，更注重在職培訓，由於商家資金有限，使用的歐洲式家具也不那麼豪華。此外，由於汉语使用者較少用敬語，執事與顧客的地位關係以執事在咖啡廳的「表現」建立。西方漫展的執事咖啡廳常由志願者與愛好者，而非訓練有素的專業人員經營。

### 與Yaoi的聯繫
執事咖啡廳很受愛好Yaoi的腐女歡迎。日本的執事咖啡廳面向少女，並非針對Yaoi愛好者，但它們仍受幻想在互動中見到同性友爱的顧客歡迎。執事咖啡廳与Yaoi愛好者的聯繫在臺灣更為明顯，執事咖啡廳直接隨Yaoi流行而激增。

## 分析與影響

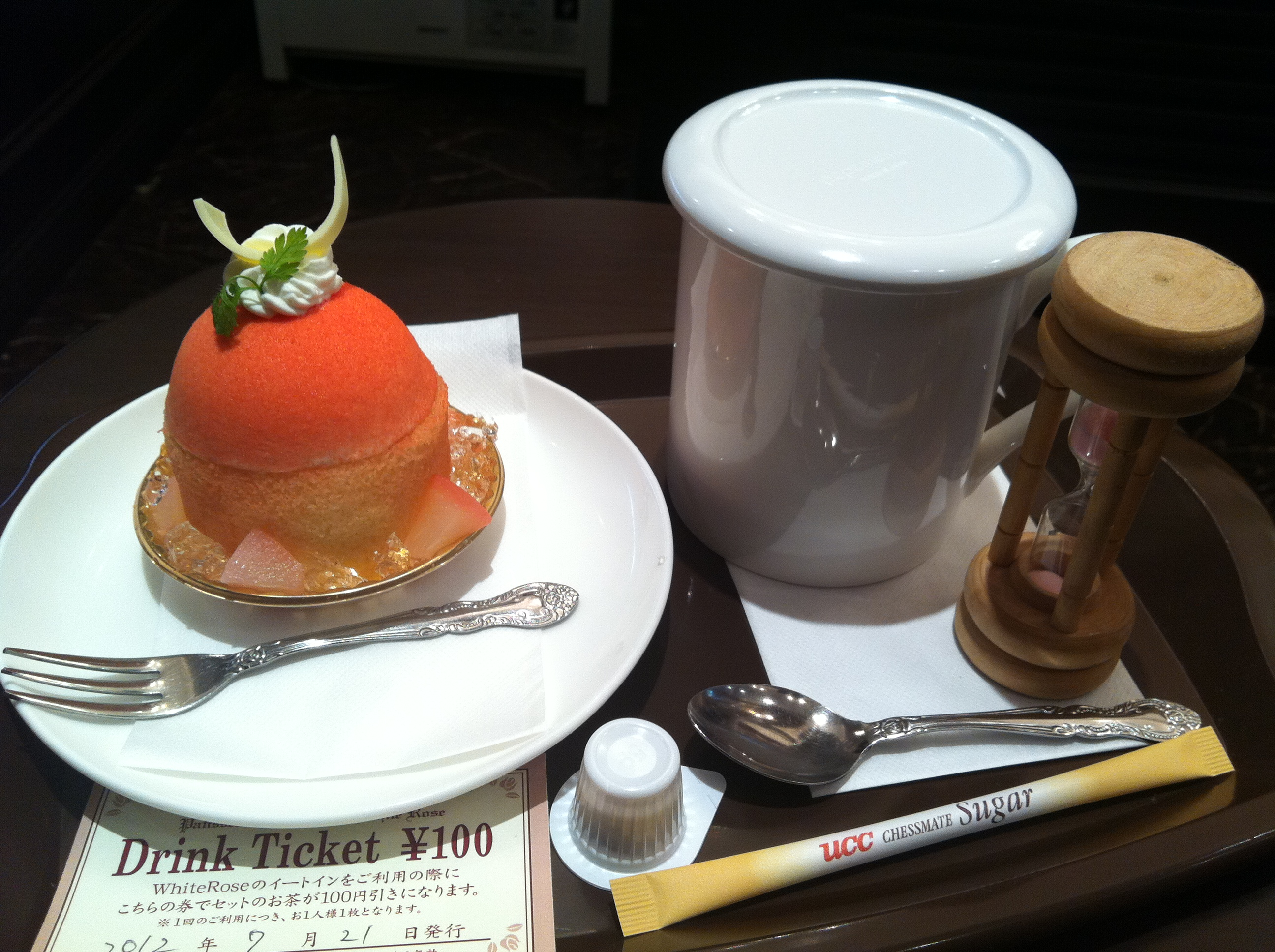
Swallowtail品牌糕點店Patisserie Swallowtail的茶點

執事咖啡廳被認為是動漫影響日本文化與商業的例子，動漫對執事咖啡廳的描繪令其流行，並成為日本主要的御宅族觀光地。Patisserie Swallowtail是Swallowtail品牌的糕点店，與動漫《東京喰種》、《月刊少女野崎同學》、《變態王子與不笑貓》，電子遊戲、《女神異聞錄3》、百貨企業東急手創館等聯動推出限定版餐品。動畫《BEASTARS》2019年推出臨時執事咖啡廳。日本國外的執事咖啡廳為御宅族、哈日族提供模擬日本文化的場所，臺灣的執事咖啡廳以日语問候，並舉行浴衣節、卡拉OK比賽等活動。執事咖啡廳更被視為角色扮演從漫展等御宅族場所走向公共場所的象徵。
動漫學者蘇珊·喬利夫·內皮爾認為執事咖啡廳象徵宅文化向女性的擴大，但指其流行未必代表性別角色及期望的放寬，並指「女僕與執事咖啡廳甚至在加強性別差異」。漫畫家竹宮惠子「未認為執事咖啡廳文化意義重大」，但認為其「令日本女性有機會得到服務，並擺脫為男性服務的傳統角色」。《Slate》的克萊爾·戈登（Claire Gordon）提及Butlers Café的全西方雇員，認為其能讓以日本人為主的顧客與有「誇張、造作至極」迷人刻板印象的西方男性互動。
2006年，Swallowtail報告稱每月有1,000餘位顧客。Butlers Café報告稱其常客最多達2,000位，開業首月有3,000位顧客。Swallowtail報告稱顧客80%為女性，其中二三十歲為佔主體。

### 引用
1. 1 2 3  P, Miki. . Tokyo Creative.   [2020-02-23]. （原始内容存档于2021-05-18）.
2. 1 2 3 4  Makino, Catherine. . Women's eNews（英语：Women's eNews）. 2006-07-12  [2020-02-23]. （原始内容存档于2021-05-18）.
3. 1 2 3 4 5  . China Daily. 2008-02-20  [2020-02-23]. （原始内容存档于2021-05-18）.
4. 1 2 3 4 5 6 7 8 9 10 11  Nakamura, Akemi. . The Japan Times. 2006-04-24  [2020-02-22]. （原始内容存档于2022-03-20）.
5. 1 2  Walsh, Bryan. . Time. 2007-01-18  [2020-02-23]. （原始内容存档于2021-05-18）.
6. 1 2  . 每日新聞. 2007-11-02  [2020-02-24]. （原始内容存档于2007-11-03）.
7. 1 2  Tolentino, Melissa. . Tsunagu Japan. 2014-07-18  [2020-02-23]. （原始内容存档于2021-09-09）.
8. 1 2 3 4  Hughes, Felicity. . The Japan Times. 2008-01-20  [2020-02-23]. （原始内容存档于2021-05-18）.
9. ↑  @BUTLERS_CAFE.  (推文). 2018-12-29 –Twitter.
10. ↑  Balistrieri, Emily. . Crunchyroll. 2011-08-09  [2020-05-02]. （原始内容存档于2021-11-19）.
11. ↑  .   [2020-05-02]. （原始内容存档于2013-12-29）.
12. ↑  . Favy Japan. 2017-12-14  [2020-05-03]. （原始内容存档于2021-05-15）.
13. ↑  . 台北地下街.   [2020-05-02]. （原始内容存档于2021-05-14）.
14. ↑  . NurseiLife. 2016-09-10  [2020-05-02]. （原始内容存档于2021-05-14）.
15. ↑  King, Emerald. Lam, Celia; Raphael, Jackie , 编. . Aussie Fans: Uniquely Placed in Global Popular Culture. 2019-10: 195.
16. ↑  . Anime Expo.   [2020-05-04]. （原始内容存档于2022-03-03）.
17. ↑  Duman, Ebru.  (PDF). Global Perspectives on Japan (Forum Tauri Press). 2019, (3): 95  [2022-04-16]. ISSN 2687-6132. （原始内容存档 (PDF)于2021-08-03）.
18. 1 2 3 4 5 6 7  Drobig, Pamela. . Yahoo! News. 2019-06-26  [2020-02-23]. （原始内容存档于2021-05-18）.
19. 1 2  . Futekiya. Dai Nippon Printing & Fantasista Inc. 2019-12-23  [2020-02-23]. （原始内容存档于2021-01-17）.
20. ↑  . JapanTravel.   [2020-04-04]. （原始内容存档于2021-05-15）.
21. 1 2 3  Chang 2013，第295頁.
22. ↑  . Anime Expo. 2018-12-18  [2020-05-04]. （原始内容存档于2021-05-14）.
23. 1 2  Chang 2013，第294頁.
24. ↑  Ito, Kinko; Crutcher, Paul A. . Society. 2013-11-22, 51 (1): 44–48. ISSN 0147-2011. S2CID 143916246. doi:10.1007/s12115-013-9737-y.
25. ↑  Nishijima, Chris. . Anime News Network. 2014-09-24  [2020-05-02]. （原始内容存档于2021-05-15）.
26. ↑  Nishijima, Chris. . Anime News Network. 2014-09-15  [2020-05-02]. （原始内容存档于2021-05-14）.
27. ↑  Loveridge, Lynzee. . Anime News Network. 2013-05-09  [2020-05-02]. （原始内容存档于2021-05-14）.
28. ↑  . Siliconera. 2013-09-08  [2020-05-02]. （原始内容存档于2021-05-14）.
29. ↑  Nelkin, Sarah. . Anime News Network. 2013-11-22  [2020-05-02]. （原始内容存档于2020-11-01）.
30. ↑  . Daily Onigiri. 2016-01-18  [2020-05-02]. （原始内容存档于2020-01-24）.
31. ↑  . Excite News. 2019-12-12  [2020-05-03]. （原始内容存档于2021-11-19）.
32. ↑  Chang 2013，第296頁.
33. ↑  Ito, Kinko; Crutcher, Paul A. . Society. 2013-11-22, 51 (1): 44—48. ISSN 0147-2011. S2CID 143916246. doi:10.1007/s12115-013-9737-y.
34. ↑  Gordon, Claire. . Slate. 2010-08-06  [2020-05-01]. （原始内容存档于2021-05-15）.

### 來源
- Wei-Jung, Chang. . Human Culture and Sciences. 2013, (15)  [2022-04-16]. ISSN 1344-8013. （原始内容存档于2022-04-16）.

## 外部連結
- . SWALLOWTAIL.   [2022-04-16]. （原始内容存档于2022-06-10）.
- . Butlers Café.   [2022-04-16]. 原始内容存档于2019-03-27.
- . Japan Food TV. 2015-05  [2022-04-16]. （原始内容存档于2022-05-03）.
- Drobig, Pamela. . Yahoo! News. 2016-08  [2022-04-16]. （原始内容存档于2022-05-03）.
- Lah, Kyung（英语：Kyung Lah）. . CNN. 2008-07  [2022-04-16]. （原始内容存档于2022-05-15）.